# Bernd Kordaß
Bernd Kordaß (* 20. Oktober 1959 in Hamm) ist ein deutscher Zahnmediziner und Professor in Greifswald.

## Leben
Kordaß studierte von 1978 bis 1984 Zahnmedizin in Düsseldorf. Anschließend war er wissenschaftlicher Mitarbeiter in der Abteilung für Zahnärztliche Prothetik und Defektprothetik (Dir.:  H. Böttger), Westdeutsche Kieferklinik, Universität Düsseldorf. Seine Promotion zum Dr. med. dent. legte er 1986 ab. Ab 1990 war Bernd Kordaß Oberarzt der Poliklinik für Zahnärztliche Prothetik (Dir.:  U. Stüttgen), Heinrich-Heine-Universität Düsseldorf. Seine Habilitation 1994 behandelte das Thema: „Koppelung der Kernspintomographie des Kiefergelenkes mit computergestützten Aufzeichnungen der Kondylenbahn – Neue Aspekte für die funktionsorientierte Kiefergelenkdiagnostik und -therapie“. Im Jahr 1996 erfolgte der Ruf an die Universität Greifswald mit der Ernennung 1997 zum Professor und Leiter der Abteilung für Zahnmedizinische Propädeutik / Community Dentistry.

## Wissenschaft
In der Forschung beschäftigt sich Bernd Kordaß seit seiner Anstellung an der Universität Düsseldorf mit  der zahnmedizinischen Funktionsanalyse und -therapie. Im Jahr 1992 erhielt er den Hochschulforschungspreis der Bundeszahnärztekammer sowie 1993 den Kemptener Förderpreis der Arbeitsgemeinschaft für Funktionslehre jeweils zusammen mit  Alfons Hugger.
Mit dem Antritt als Professor an der Universität Greifswald hat er seine Aktivitäten im Bereich der digitalen Technologien im Bereich der Zahnmedizin verstärkt. So hat Bernd Kordaß 1999 den Arbeitskreis der DGZMK für „Angewandte Informatik in der Zahn-, Mund- und Kieferheilkunde“ gegründet und den Vorsitz geleitet. Später wurde der Arbeitskreis der Deutschen Gesellschaft für Computergestützte Zahnheilkunde DGCZ als Sektion Informatik angegliedert und besteht bis heute. Geprägt war und ist die wissenschaftliche Arbeit von der digitalen (dentalen) Okklusion der Zähne in Computersystemen. Bereits 1999, und damit weit vor der Umsetzung in dentalen CAD/CAM-Systemen, haben  Kordaß und sein Mitarbeiter Christian Gärtner die Technologie eines virtuellen Artikulators beschrieben. Das Konzept bestand in einer Kombination aus einem 3D-Scanner zur Digitalisierung von Kiefermodellen und einem elektronischen Kieferbewegungsregistriersystem. Die Innovation bestand darin, dass erstmals die echten Bewegungen der Kiefer eines Menschen virtuell im Computer dargestellt werden konnten, völlig neue Sichtweisen ermöglichte und mechanische Limitierungen herkömmlicher Artikulatoren überwindbar wurden. Wie auch in einem Übersichtsartikel festgestellt wurde, waren sie damit die ersten, die diese Technologie beschrieben, umgesetzt haben und auch einen erreichbaren Genauigkeitswert angeben konnten
Mit der 2007 erfolgten Gründung und Leitung des Arbeitskreises „Kaufunktion und orale Physiologie“ in der Deutschen Gesellschaft für Funktionsdiagnostik und Therapie (DGFDT) wurde  Grundlagenarbeit vorbereitet. So wurde aufgrund – vor allem international fehlender Evidenz – des Einsatzes von instrumentellen Verfahren ein Konsensus-Prozess in der Fachgesellschaft DGFDT eröffnet, der später in einer S2k-Leitlinie „Instrumentelle zahnärztliche Funktionsanalyse“ mündete. In Ergänzung dazu haben Hugger und Kordaß das „Handbuch instrumentelle Funktionsanalyse und funktionelle Okklusion.“ veröffentlicht.

## Lehre
Neben der Lehre in der zahnmedizinischen Propädeutik mit Schwerpunkt Community Dentistry hat Bernd Kordaß im Zuge des Bologna-Prozesses 1999  früh begonnen, postgraduale Masterstudiengänge in der Zahnmedizin an einer staatlichen Hochschule zu etablieren.
Solche Masterstudiengänge finden sich auch in den „Empfehlungen zur Weiterentwicklung der Zahnmedizin an den Universitäten in Deutschland“ des Wissenschaftsrats vom 28. Januar 2005: „Zusätzlich zu den bisherigen Formen der praxisbezogenen Weiterbildung empfiehlt der Wissenschaftsrat den Universitäten, neue formalisierte Weiterbildungsstudiengänge […] zu etablieren, die mit einem universitär zu verleihenden Master-Titel abgeschlossen werden (z.B. für Implantologie, Parodontologie, Gerostomatologie etc.).“
Mit postgradualen Masterstudiengängen profitiert die Zahnmedizin entscheidend vom Bologna-Prozess und den damit verbundenen Möglichkeiten. Im Unterschied zur Medizin gibt es in der Zahnmedizin bislang nicht die starke Differenzierung in Fachärzte, trotzdem aber einen Trend zu mehr Spezialisierung.
Seit dem Jahr 2004 bietet die Universität Greifswald postgraduale, berufsbegleitende Masterstudiengänge mit dem Abschluss M.Sc. in der Zahnmedizin an – unter der Leitung von  Kordaß. Begonnen  wurde mit dem Masterstudiengang in „Zahnmedizinische Funktionsanalyse und -therapie“. Ab 2009 folgten weitere Masterstudiengänge in „Zahnmedizinische Prothetik“, „Clinical Dental CAD/CAM“, „Zahnmedizinische Ästhetik und Funktion“, „Kinderzahnheilkunde“ (Auf Initiative von  Christian Splieth). Seit 2016 gibt es zudem den Masterstudiengang „Digitale Dentaltechnologie“, der mit den Möglichkeiten des Landeshochschulgesetzes Mecklenburg-Vorpommern auch einen Zugangsweg für beruflich qualifizierte Bewerber öffnet und so mehreren Berufsgruppen der Zahnmedizin ein gemeinsames Studium ermöglicht.

## Herausgeber
- mit Alfons Hugger: Handbuch instrumentelle Funktionsanalyse und funktionelle Okklusion. Wissenschaftliche Evidenz und klinisches Vorgehen. Berlin 2017, ISBN 978-3-86867-378-4.
- mit Hartmut Böhme und Beate Slominski: Das Dentale. Faszination des oralen Systems in Wissenschaft und Kultur. Berlin 2015, ISBN 978-3-86867-297-8.